# Spilosmylus alleni
Spilosmylus alleni är en insektsart som beskrevs av Tim R. New 1991. Spilosmylus alleni ingår i släktet Spilosmylus och familjen vattenrovsländor. Inga underarter finns listade i Catalogue of Life.